# 思唐街道
思唐街道，是中华人民共和国贵州省铜仁市思南县下辖的一个街道办事处。
2013年11月7日，贵州省人民政府批复同意撤销思唐镇建制，以原思唐镇文化社区、安化社区、城北社区、中和社区、大同社区、堰塘村、江星村等7个村（社区）地域为思唐街道行政区域，街道办事处驻文化社区。

## 行政区划
思唐街道下辖以下地区：
安化社区、文化社区、中和社区、城北社区、大同社区、江星村和堰塘村。